# العدل (أسماء الله الحسنى)
العدل هو:  الإتصال وإعطاء المرء ما له، وأخذ ما عليه، وقد جاءت آيات كثيرة في القرآن الكريم تأمر بالعدل، وتحث عليه، وتدعو إلى التمسك به، يقول تعالى: ﴿إِنَّ اللَّهَ يَأْمُرُ بِالْعَدْلِ وَالْإِحْسَانِ وَإِيتَاءِ ذِي الْقُرْبَى وَيَنْهَى عَنِ الْفَحْشَاءِ وَالْمُنْكَرِ وَالْبَغْيِ يَعِظُكُمْ لَعَلَّكُمْ تَذَكَّرُونَ ۝٩٠﴾ [النحل:90] ويقول تعالى: ﴿إِنَّ اللَّهَ يَأْمُرُكُمْ أَنْ تُؤَدُّوا الْأَمَانَاتِ إِلَى أَهْلِهَا وَإِذَا حَكَمْتُمْ بَيْنَ النَّاسِ أَنْ تَحْكُمُوا بِالْعَدْلِ إِنَّ اللَّهَ نِعِمَّا يَعِظُكُمْ بِهِ إِنَّ اللَّهَ كَانَ سَمِيعًا بَصِيرًا ۝٥٨﴾ [النساء:58]. اختلف العلماء في عد العدل من أسماء الله تعالى، فجماعة منهم عدوه من الأسماء، كما فعل الشيخ عبد الرحمن السعدي رحمه الله في آخر تفسيره حيث قال وهو يعدد أسماء الله تعالى ويتكلم عن معانيها –: ( الحكم العدل الذي يحكم بين عباده في الدنيا والآخرة بعدله وقسطه.).
وقال البيهقي في الأسماء والصفات (1/198): (ومنها العدل وهو في خبر الأسامي مذكور).
وبهذا القول قال جماعة من أهل العلم منهم الخطابي وابن منده وآخرون.
وذهب فريق آخر إلى عدم عده من أسماء الله ، لما ذكرناه من أنه لم يرد إطلاقه اسماً على الله تعالى في نص صحيح، ومن هؤلاء الشيخ ابن عثيمين رحمه الله، حيث عد تسعة وتسعين اسماً من الكتاب والسنة في كتابه القواعد المثلى، ولم يذكر اسم (العدل) منها وهكذا فعل الحافظ ابن حجر العسقلاني وآخرون.
على أنه قد ثبت وصفه سبحانه بالعدل في أفعاله ، كما في البخاري (3150) ومسلم (1062) من حديث عَبْدِ اللَّهِ بن مسعود ، في شأن الذي اعترض على قسم رسول الله ﷺ: ( فَقَالَ: فَمَنْ يَعْدِلُ إِذَا لَمْ يَعْدِلْ اللَّهُ وَرَسُولُهُ).
قال ابن القيم رحمه الله:
والعدْلُ من أوصافهِ في فعلهِ ومقالِهِ والحكم في الميزانِ
وورد في معناه عن معاذ ، أنه كَانَ لَا يَجْلِسُ مَجْلِسًا لِلذِّكْرِ حِينَ يَجْلِسُ ، إِلَّا قَالَ: ( اللَّهُ حَكَمٌ قِسْطٌ هَلَكَ الْمُرْتَابُونَ.. ) رواه أبو داود (4611) ـ موقوفا على معاذ ـ وصححه الألباني.
قال في عون المعبود: " أي حاكم عادل ".

## أنواع العدل
للعدل أنواع كثيرة، منها:

### العدل بين المتخاصمين
كان مثالا في تطبيق العدل، وقد جاء إليه رجلان من الأنصار يختصمان إليه، ويطلبان منه أن يحكم بينهما، فقال النبي ﷺ: «إِنَّمَا أَنَا بَشَرٌ، وَإِنَّكُمْ تَخْتَصِمُونَ إِلَيَّ، وَلَعَلَّ بَعْضَكُمْ أَنْ يَكُونَ أَلْحَنَ بِحُجَّتِهِ مِنْ بَعْضٍ، وَأَقْضِيَ لَهُ عَلَى نَحْوِ مَا أَسْمَعُ. فَمَنْ قَضَيْتُ لَهُ مِنْ حَقِّ أَخِيهِ شَيْئًا فَلَا يَأْخُذْ، فَإِنَّمَا أَقْطَعُ لَهُ قِطْعَةً مِنْ النَّارِ».

### العدل في الميزان والمكيال
المسلم يوفي الميزان والكيل، ويزن بالعدل، ولا ينقص الناس حقوقهم، ولا يكون من الذين يأخذون أكثر من حقهم إذا اشتروا، وينقصون الميزان والمكيال إذا باعوا، وقد توَّعد الله من يفعـل ذلك، فقـال الله: ﴿وَيْلٌ لِلْمُطَفِّفِينَ ۝١ الَّذِينَ إِذَا اكْتَالُوا عَلَى النَّاسِ يَسْتَوْفُونَ ۝٢ وَإِذَا كَالُوهُمْ أَوْ وَزَنُوهُمْ يُخْسِرُونَ ۝٣ أَلَا يَظُنُّ أُولَئِكَ أَنَّهُمْ مَبْعُوثُونَ ۝٤ لِيَوْمٍ عَظِيمٍ ۝٥﴾ [المطففين:1–5] وقال تعالى: ﴿وَأَقِيمُوا الْوَزْنَ بِالْقِسْطِ وَلَا تُخْسِرُوا الْمِيزَانَ ۝٩﴾ [الرحمن:9].

### العدل بين الزوجات
والمسلم يعدل مع زوجته فيعطيها حقوقها، وإذا كان له أكثر من زوجة فإنه يعدل بينهن في المأكل والمشرب والملبس والمسكن والمبيت والنفقة، وفي حديث أبي هريرة  فيما رواه عن رسول الله ﷺ: «مَنْ كَانَت لَهُ امْرَأَتَانِ فَمَال إِلَى إِحْدَاهمَا جَاءَ يَوْم الْقِيَامَة وشِقُّه مائل» (أبو داود والنسائي والترمذي وابن ماجه).
والميل الذي حذر منه هذا الحديث هو الجور على حقوقها، ولهذا روي أن رسول الله ﷺ كان يقسم بين زوجاته -رضوان الله عليهن- بالعدل، ويقول: «اللَّهُمَّ هذَا قَسَمِي فِيمَا أملِكُ؛ فلا تُؤاخِذنِي فِيمَا تَملِكُ ولا أَملِكُ» (أبو داود والترمذي والنسائي وابن ماجه).

### العدل بين الأبناء
فالمسلم يسوِّي بين أولاده حتى في القُبْلَة، فلا يُفَضِّل بعضهم بهدية أو عطاء؛ حتى لا يكره بعضهم بعضًا، وحتى لا تُوقَد بينهم نار العداوة والبغضاء، يقول النعمان بن بشير: أعطاني أبي عطيةً، فقالت عمرة بنت رواحة (أم النعمان): لا أرضي حتى تُشْهِدَ رسول الله ﷺ، فأتى رسول الله، فقال: إني أعطيتُ ابني من عمرة بنت رواحة عطية، فأمرتني أن أشهدك يا رسول الله، فقال رسول الله ﷺ: «أَعْطَيْتَ سَائِرَ وَلَدِكَ مِثْلَ هَذَا ؟ قَالَ : لَا . قَالَ  : (فَاتَّقُوا اللَّهَ وَاعْدِلُوا بَيْنَ أَوْلَادِكُمْ )» (البخاري).

### العدل مع كل الناس
المسلم مطالب بأن يعدل مع جميع الناس سواء أكانوا مسلمين أو غير مسلمين، فالله يأمر بعدم إنقاص الناس حقوقهم، قال تعالى: ﴿وَمَا نَحْنُ بِمُعَذَّبِينَ ۝١٣٨﴾ [الشعراء:138].
وقال تعالى: ﴿يَا أَيُّهَا الَّذِينَ آمَنُوا كُونُوا قَوَّامِينَ لِلَّهِ شُهَدَاءَ بِالْقِسْطِ وَلَا يَجْرِمَنَّكُمْ شَنَآنُ قَوْمٍ عَلَى أَلَّا تَعْدِلُوا اعْدِلُوا هُوَ أَقْرَبُ لِلتَّقْوَى وَاتَّقُوا اللَّهَ إِنَّ اللَّهَ خَبِيرٌ بِمَا تَعْمَلُونَ ۝٨﴾ [المائدة:8] أي: لا تحملكم عداوتكم وخصومتكم لقوم على ظلمهم، بل يجب العدل مع الجميع سواء أكانوا أصدقاء أم
أعداء.

## فضل العدل
- العدل له منزلة عظيمة عند الله، قال تعالى: ﴿وَإِنْ طَائِفَتَانِ مِنَ الْمُؤْمِنِينَ اقْتَتَلُوا فَأَصْلِحُوا بَيْنَهُمَا فَإِنْ بَغَتْ إِحْدَاهُمَا عَلَى الْأُخْرَى فَقَاتِلُوا الَّتِي تَبْغِي حَتَّى تَفِيءَ إِلَى أَمْرِ اللَّهِ فَإِنْ فَاءَتْ فَأَصْلِحُوا بَيْنَهُمَا بِالْعَدْلِ وَأَقْسِطُوا إِنَّ اللَّهَ يُحِبُّ الْمُقْسِطِينَ ۝٩﴾ [الحجرات:9]. وكان الصحابي الجليل أبو هريرة يقول: عمل الإمام العادل في رعيته يومًا أفضل من عبادة العابد في أهله مائة سنة.
- العدل أمان للإنسان في الدنيا، وقد حُكي أن أحد رسل الملوك جاء لمقابلة عمر بن الخطاب ، فوجده نائمًا تحت شجرة، فتعجب؛ إذ كيف ينام حاكم المسلمين دون حَرَسٍ، وقال: حكمتَ فعدلتَ فأمنتَ فنمتَ يا عمر.
- العدل أساس الملك، فقد كتب أحد الولاة إلى الخليفة عمر بن عبد العزيز  يطلب منه مالاً كثيرًا ليبني سورًا حول عاصمة الولاية، فقال له عمر: ماذا تنفع الأسوار؟ حصنها بالعدل، ونَقِّ طرقها من الظلم.
- العدل يوفر الأمان للضعيف والفقير، ويُشْعره بالعزة والفخر.
- العدل يشيع الحب بين الناس، وبين الحاكم والمحكوم.
- العدل يمنع الظالم عن ظلمه، والطماع عن جشعه، ويحمي الحقوق والأملاك والأعراض.